# Vipio sexfoveatus
Vipio sexfoveatus är en stekelart som beskrevs av Cameron 1906. Vipio sexfoveatus ingår i släktet Vipio och familjen bracksteklar. Inga underarter finns listade i Catalogue of Life.